# Ванчопе, Висенте
Висенте Ванчопе Келли (исп. Vicente Wanchope Kelly; род. 19 июня 1946, Лимон) — коста-риканский футболист, выступавший на позиции нападающего.

## Карьера

### Клубная карьера
Во взрослом футболе дебютировал в 1964 году в клубе «Лимоненсе», за который он забил рекордные для команды 54 гола. В составе клуба играл на протяжении пяти сезонов, а в 1969 году перешёл в «Эредиано». Трансфер вызвал серьёзные споры из-за слишком высокого гонорара.
Завершил карьеру футболиста в 1978 году в клубе «Баррио», за который играл менее одного сезона.

### Карьера в сборной
В 1969 году дебютировал в официальных матчах в составе национальной сборной Коста-Рики. Он играл в составе сборной на Панамериканских играх 1975 года в Мексике.
Всего в составе сборной принял участие в 15 матчах, забив 3 гола.

## Семья
Имеет ямайские корни. Стал основателем одной из самых известных футбольных семей страны. Один из трех сыновей Висенте Пауло Ванчопе считается одним из сильнейших игроков в истории Коста-Рики. За сборную страны также выступал старший сын Хавьер.
Женат на Патриции Ватсон. Младший брат жены, Карлос Ватсон — известный футбольный тренер, работавший с ведущими коллективами страны.